# Șoimuș (okręg Sălaj)
Șoimuș – wieś w Rumunii, w okręgu Sălaj, w gminie Someș-Odorhei. W 2011 roku liczyła 312 mieszkańców.